# KFBE 36 und 37
Die Tenderlokomotiven KFBE 36 und 37 wurde von der Lokomotivfabrik Jung für die Köln-Frechen-Benzelrather Eisenbahn (KFBE) gebaut. Sie wurde 1936 und 1939 in Dienst gestellt und waren mit fünf Lokomotiven von Humboldt die größten Lokomotiven der Gesellschaft.

## Geschichte
Die Lokomotiven mit der Achsfolge E wurden 1936 und 1939 gebaut. Mit den anderen fünfachsigen Lokomotiven bewältigten sie den Güterverkehr zwischen Köln und Benzelrath. Sie waren beim Personal geschätzt und zählten zu den leistungsfähigsten Lokomotiven der Achsfolge E mit Gölsdorf-Achsen.
Die Lokomotive KFBE 36 war bis 1959 im Einsatz. Dann bekam sie bei der Westfälischen Lokomotiv-Fabrik Hattingen Karl Reuschling eine Hauptuntersuchung und wurde danach an die Gelsenkirchener Bergwerks-AG verkauft. Dort wurde sie bei der Zeche Alma mit der Bezeichnung E9 eingesetzt, war dort bis 1968 in Betrieb und wurde dann ausgemustert sowie verschrottet.
Die Lokomotive KFBE 37 war eine der letzten eingesetzten Dampfloks bei der KFBE und wurde 1964 ausgemustert. 1965 wurde sie verschrottet.

## Technik
Die Lokomotiven bestand aus Teilen, die nach den Normen für die Einheitsdampflokomotive erstellt worden waren. Achsanordnung und Achsmaße waren ähnlich der Preußischen T 16.1. Der lange und sehr stabile Blechrahmen wurde aus einem Stück gewalzt. Alle Treib- und Kuppelstangenlager waren zweigeteilt ausgeführt.